# Parves-et-Nattages
Parves-et-Nattages és un municipi nou francès del departament d'Ain, a la regió d'Alvèrnia-Roine-Alps

## Història
Va ser creat l'1 de gener de 2016, en aplicació d'una resolució del prefecte d'Ain del 24 de desembre de 2015 per unir les comunes de Nattages i Parves, de manera que l'ajuntament passà a Parves.

## Demografia
| Gràfica d'evolució de Parves-et-Nattages entre 1800 i 2013 |
|                                                            |

Les dades entre 1800 i 2013 són el resultat de sumar els parcials de les dues comunes que formen la nova comuna de Parves-et-Nattages, les dades de la qual s'han agafat de 1800 a 1999, per les comunes de Nattages i Parves de la pàgina francesa EHESS/Cassini. Els altres dades s'han agafat de la pàgina del INSEE.